# Goga, Prahova
Goga este un sat în comuna Râfov din județul Prahova, Muntenia, România.
Așezarea este atestată documentar în 1776.